# Moon Man
Moon Man (vereenvoudigd Chinees: 独行月球; traditioneel Chinees: 獨行月球; pinyin: Dúxíng Yuèqiú) is een Chinese komische sciencefictionfilm uit 2022, geregisseerd door Zhang Chiyu. De film is een bewerking van de webcomic-serie Moon You van de Zuid-Koreaanse illustrator Cho Seok.

## Verhaal
Om de impact van asteroïden te weerstaan en de aarde te redden, hebben mensen het maanschildproject 'Project United Nations Moon Shield (UNMS)' op de maan ingezet. De meteoriet sloeg van tevoren in en toen al het personeel in geval van nood werd geëvacueerd, miste de onderhoudsmedewerker Dugu Yue door een ongeluk het evacuatiebericht van teamleider Ma Lanxing en landde op de maan alleen. Onverwacht mislukte het maanschildproject en Dugu Yue wordt de laatste mens in het universum.

## Rolverdeling
| Acteur       | Personage                               |
| ------------ | --------------------------------------- |
| Shen Teng    | Dugu Yue                                |
| Ma Li        | Ma Lanxing                              |
| Chang Yuan   | Zhu Pite                                |
| Li Chengru   | Sun Guangyang                           |
| Huang Cailun | Hulusi                                  |
| Lamu Yangzi  | Wei Lasi                                |
| Hao Han      | King Kong Roo, een rode reuzenkangoeroe |
| Huang Zitao  | een acteur                              |

## Release
De film ging in première op 29 juli 2022 in China.

## Prijzen en nominaties
De film ontving 3 prijzen en 8 nominaties, waarvan de belangrijkste:
| Jaar | Prijs                | Categorie            | Genomineerde(n) | Uitslag     |
| ---- | -------------------- | -------------------- | --------------- | ----------- |
| 2022 | Golden Rooster Award | Beste acteur         | Shen Teng       | Genomineerd |
| 2022 | Golden Rooster Award | Beste cinematografie | Du Jie          | Genomineerd |
| 2022 | Golden Rooster Award | Beste artdirector    | Li Miao         | Gewonnen    |
| 2022 | Golden Rooster Award | Beste muziek         | Peng Fei        | Gewonnen    |